# Рид, Патрик
Патрик Натаниэль Рид (англ. Patrick Nathaniel Reed; род. 15 февраля 1980, Сан-Антонио) — американский гольфист, победитель турнира Мастерс, участник летних Олимпийских игр 2016 года, победитель 7 турниров в рамках PGA Тура.

## Биография
В 2013 году Патрик Рид присоединился к числу участников PGA Тура. В первом же сезоне Рид выиграл турнир Wyndham Championship. В 2014 году на счету Рида ещё две победы на этапах Тура.
В августе 2016 года Патрик Рид, занимавший на тот момент 13-е место в мировом рейтинге, принял участие в летних Олимпийских играх в Рио-де-Жанейро, в программу которых спустя 112 лет вернулся гольф. Перед началом соревнований от поездки на Игры отказались ряд ведущих гольфистов, в результате чего Патрик приехал в статусе седьмого номера соревнований. Рид неудачно выступил в первых трёх раундах соревнований, по итогам которых занимал 36-е место. Лишь в четвёртом раунде американский гольфист смог показать высокий результат, пройдя поле за 64 удара (7 ниже пар), что позволило ему подняться в итоговом протоколе на 11-е место.
В 2017 году Патрик Рид разделил второе место в Открытом чемпионате США, уступив всего 2 очка победителю Джастину Томасу. В 2018 году Рид выиграл свой первый мейджор, одержав победу на Мастерсе.
Выступал за США в Кубке Райдера в 2014, 2016 и 2018 годах. Также в 2015, 2017 и 2019 годах участвовал в Президентском кубке.

## Личная жизнь
Жена — Джастин. Пара поженилась в декабре 2012 года. В мае 2014 года у пары родился ребёнок. С 2012 по 2014 года Джастин выполняла функции кедди у Патрика Рида.